# Torpedobaad af 2. kl. Nr. 10-11
Torpedobaad af 2. kl. Nr. 10 og 11 var beregnet til at blive taget med på krydseren Valkyrien. Lige som de tidligere både blev de bygget hos Thornycroft i England. De ankom til Danmark i 1888. De var med krydseren på togt i 1890 og 1893.

## Tekniske data

### Generelt
- Længde: 21,0 m
- Bredde: 2,4 m
- Dybdegående: 1,2 m
- Deplacement: 17 tons
- Fart: 15,5 knob
- Besætning: 6

### Armering
- Artelleri: 1 stk 37 mm
- Torpedoapparater: 2 stk 35 cm (I stævnen)

## Tjeneste
- Torpedobaad af 2. kl. Nr. 10. Omdøbt i 1912 til P.10 (patruljebåd). Udgået i 1917.
- Torpedobaad af 2. kl. Nr. 11. Omdøbt i 1912 til P.11 (patruljebåd). Udgået i 1917.